# AMX-40
El AMX-32/AMX-40 fue un prototipo de carro de combate principal francés. El desarrollo del AMX-40 comenzó en 1980. En 1983 se finalizó el primer prototipo y se presentó en la Exhibición de Satory de ese año. Se fabricaron dos prototipos más en 1984; y el cuarto y último fue fabricado en 1985. El diseño no estaba destinado al Ejército Francés, sino como un sucesor del AMX-32, la versión de exportación mejorada del AMX-30. Sin embargo los esfuerzos por conseguir clientes extranjeros fracasaron, habiendo siendo España el más serio cliente potencial en considerar el diseño. En 1990 dejó de ofrecerse para exportación.